# Rumex leptocaulis
Rumex leptocaulis är en slideväxtart som beskrevs av J. Brandbyge & K.H. Rechinger. Rumex leptocaulis ingår i släktet skräppor, och familjen slideväxter. Inga underarter finns listade i Catalogue of Life.